# Joseph Roffo
Joseph Roffo, né le 21 janvier 1879 à Paris et mort le 5 février 1933 à Paris, est un tireur à la corde français.

## Carrière
Joseph Roffo, membre du Racing Club de France, remporte la médaille d'argent à l'épreuve de tir à la corde aux Jeux olympiques d'été de 1900 à Paris.
Roffo est ingénieur diplômé de l'École centrale Paris (Promotion 1904) et administrateur délégué de la Société des Établissements Roffo.
Il est inhumé au cimetière du Père-Lachaise (85e division),.